# Diputació de Castelló
La Diputació de Castelló és una institució de l'estat espanyol que forma part de l'administració local i està dotada de certes competències administratives per al govern i administració de la província de Castelló al País Valencià.
La composició del seu ple es realitza a través d'una elecció indirecta, a partir dels resultats en les eleccions municipals de la província. Actualment Marta Barrachina Mateu, alcaldessa de la Vall d'Alba, del PP, n'és la presidenta.

## Escut
L'escut oficial de la Diputació de Castelló té el següent blasonament:
| « | Escut quadrilong, acabat en punta. Truncat. En el primer quarter, en camper d'atzur, un castell d'argent, de tres homenatges, maçonat i aclarit de sable, terrassat del natural. En el segon quarter, en camp d'or, quatre pals de gules. Al timbre, corona reial oberta. | » |

Aquest escut va ser aprovat per Resolució del 30 de setembre de 1997, del conseller de Presidència. Publicat en el DOGV núm. 3.108, del 17 d'octubre de 1997.
El castell d'argent sobre camper d'atzur són les armes de la ciutat de Castelló de la Plana, capital de la província. Els quatre pals representen les armes de la Corona d'Aragó i, per tant, de l'antic Regne de València. La corona és la utilitzada en temps antics als escuts dels regnes pertanyents a la Corona d'Aragó.

## Corporació
La seua composició s'estableix per elecció indirecta a partir dels resultats en les eleccions municipals. Entre 2011 i 2019 va estar presidida per Javier Moliner Gargallo, pertanyent al Partit Popular. Des de 2019 el president és Josep Pasqual Martí García, del Partit Socialista del País Valencià (PSPV-PSOE).
- President: Josep Pascual Martí García
- Diputats:
  - Santiago Agustí Calpe
  - Tania Baños Martos
  - Ximo Huguet Lecha
  - Abel Ibáñez Mallasen
  - María Jiménez Roman
  - Manel Martínez Grau
  - Rosario Miralles Ferrando
  - Patricia Puerta Barberà
  - Ruth Sanz Monroig
  - Santiago Pérez Peñarroya
  - Virginia Martí Sidro
  - Vicent Sales Mateu
  - David Vicente Segarra
  - Vicente Pallarés Renau
  - Marta Barrachina Mateu
  - María Susana Marqués Escoín
  - María de los Ángeles Pallarés Cifre
  - Andrés Martínez Castella
  - María Elena Vicente-Ruiz Climent
  - Salvador Aguilella Ramos
  - Nieves Martínez Tarazona
  - Antonio José Cases Mollar
  - Ignasi J. García Felip
  - María Dolores Parra
  - Cristina Fernández Alonso
  - Domingo José Vicent Font

| Actual distribució de la Diputació després de les eleccions municipals de 2019 | Actual distribució de la Diputació després de les eleccions municipals de 2019 | Actual distribució de la Diputació després de les eleccions municipals de 2019 | Actual distribució de la Diputació després de les eleccions municipals de 2019 | Actual distribució de la Diputació després de les eleccions municipals de 2019 |
| Partit polític                                                                 | Vots                                                                           | %                                                                              | Diputats                                                                       |                                                                                |
| ------------------------------------------------------------------------------ | ------------------------------------------------------------------------------ | ------------------------------------------------------------------------------ | ------------------------------------------------------------------------------ | ------------------------------------------------------------------------------ |
| Partit Socialista del País Valencià (PSPV-PSOE)                                | 103.078                                                                        | 37,01%                                                                         | 12                                                                             |                                                                                |
| Partit Popular de la Comunitat Valenciana (PPCV)                               | 82.199                                                                         | 29,51%                                                                         | 11                                                                             |                                                                                |
| Compromís (Compromís Municipal)                                                | 29.535                                                                         | 10,06%                                                                         | 2                                                                              |                                                                                |
| Ciutadans-Partit de la Ciutadania (C's)                                        | 24.225                                                                         | 8,7%                                                                           | 2                                                                              |                                                                                |

## Presidents
- Vicente Ruiz Vila (1877-1880). 1a. etapa
- Vicente Ruiz Vila (1882). 2a. etapa
- Victorino Fabra Gil (-1893)
- Victorino Fabra Adelantado (1897-1898). 1a. etapa
- Victorino Fabra Adelantado (1902-1903). 2a. etapa
- Cristóbal Aicart Moya (1910-1912). 1a. etapa
- Cristóbal Aicart Moya (1915-1917). 2a. etapa
- Salvador Guinot Vilar (1930-1931)
- Carlos Selma Roig (1931-1936)
- Matías Sangüesa Guimerà (1936-1937)
- José María Mira de Orduña (1941-1947)
- José Ferrandis Salvador (1947-1955)
- Carlos Fabra Andrés (1955-1960)
- José Ferrer Forns (1960-1968)
- Nicolás Pérez Salamero (1968-1971)
- Francisco Albella Redó (1971-1975)
- Francisco Luis Grangel Mascarós (1975-1979)
- Joaquín Farnós Gauchía (1979-1983)
- Francisco Solsona Garbí (1983-1995)
- Carlos Fabra Carreras (1995-2011)
- Javier Moliner Gargallo (2011-2019)
- Josep Pascual Martí García (2019-2023)
- Marta Barrachina Mateu (2023- )

## Corrupció
El 9 de gener de 2014, Francisco Martínez Capdevila, vicepresident primer i coordinador de l'àrea d'Obres i Serveis de la Diputació de Castelló, és destituït dels seus càrrecs per «pèrduda de confiança», en transcendir a la premsa que estava impulsant la ubicació d'una depuradora en terrenys que pertanyen a la societat Franvaltur SL, propietat d'ell i dels seus dos fills, i que anava a rebre 50.000 € (a 18,85 €/m² de terreny rústic) per part de l'Ajuntament de Borriol per l'expropiació d'aquests terrenys.